# کلاود استرایف
کلاود استرایف (ژاپنی: クラウド・ストライフ هپبورن: Kuraudo Sutoraifu) یک شخصیت ساختگی و قهرمان اصلی در بازی ویدئویی نقش‌آفرینی فاینال فانتزی ۷ (۱۹۹۷) از شرکت اسکوئر (که امروزه با نام اسکوئر انیکس شهرت دارد) و فیلم پویانمایی فاینال فانتزی ۷: ظهور کودکان است و همچنین در چندین نسخه مشتق در مجموعه بازی‌های گردآوری فاینال فانتزی ۷، شامل عزای سربروس: فاینال فانتزی ۷ و کرایسس کور: فاینال فانتزی ۷، نقش شخصیت مکمل را ایفا می‌کند. او برای اولین بار توسط طراح شخصیت‌های فاینال فانتزی ۷، تتسویا نومورا طراحی شده‌است.

## زندگینامه
کلاود در سرزمین نیبل‌هایم زاده و بزرگ شد. پدرش بلافاصله پس از تولد کلاود، مادرش را ترک نمود. در زمان کودکی خجالتی و گوشه‌گیر بود و به شدت انزواطلب بود. نام خانوادگی کلاود، یعنی «استرایف» بسیار برازنده‌اش بود به دلیل اینکه او بیشتر عمر خود را در نزاع به سر برد و اغلب خود را به دردسر می‌انداخت. همین مسئله دلیلی شد برای آنکه از مشت‌هایش به خوبی بهره بگیرد. مادرش او را از صمیم قلب دوست می‌داشت، اما قادر به درکش نبود. تیفا نزدیک‌ترین تعریف به عنوان یک دوست واقعی برای کلاود در نیبل‌هایم بود، اما حتی این رابطه نیز نتوانست حد خود را حفظ کند. تیفا در میان مردم بسیار محبوبیت داشت و کلاود از این موضوع که او وقت خود را با دوستان دیگرش سپری می‌کرد که از کلاود تنفر داشتند و اغلب او را در مقابل تیفا مورد تمسخر قرار می‌دادند، بیزار بود. چنین شد که کلاود در اولین فرصت نیبل‌هایم را ترک نمود.